# Estação Kalujskaia
Kalujskaia (em russo:  Калужская) é uma das estações da linha Kalujsko-Rijskaia (Linha 6) do Metro de Moscovo, na Rússia. Estação «Kalujskaia» está localizada entre as estações «Bieliaevo» e «Novye Tcheriomuchki».